# لاند
لاند (به فرانسوی: Landes) چهلمین شهرستان فرانسه است. شهرستان لاند در جنوب غربی این کشور قرار دارد. این شهرستان زیرمجموعه ناحیه آکیتن می‌باشد. مساحت این شهرستان ۹٬۲۴۳ کیلومتر مربع و جمعیت آن ۳۶۷٬۴۹۲ نفر است. این شهرستان در خلال انقلاب فرانسه بر پا گردید. سمت غربی این شهرستان به اقیانوس اطلس راه دارد.

## نگارخانه

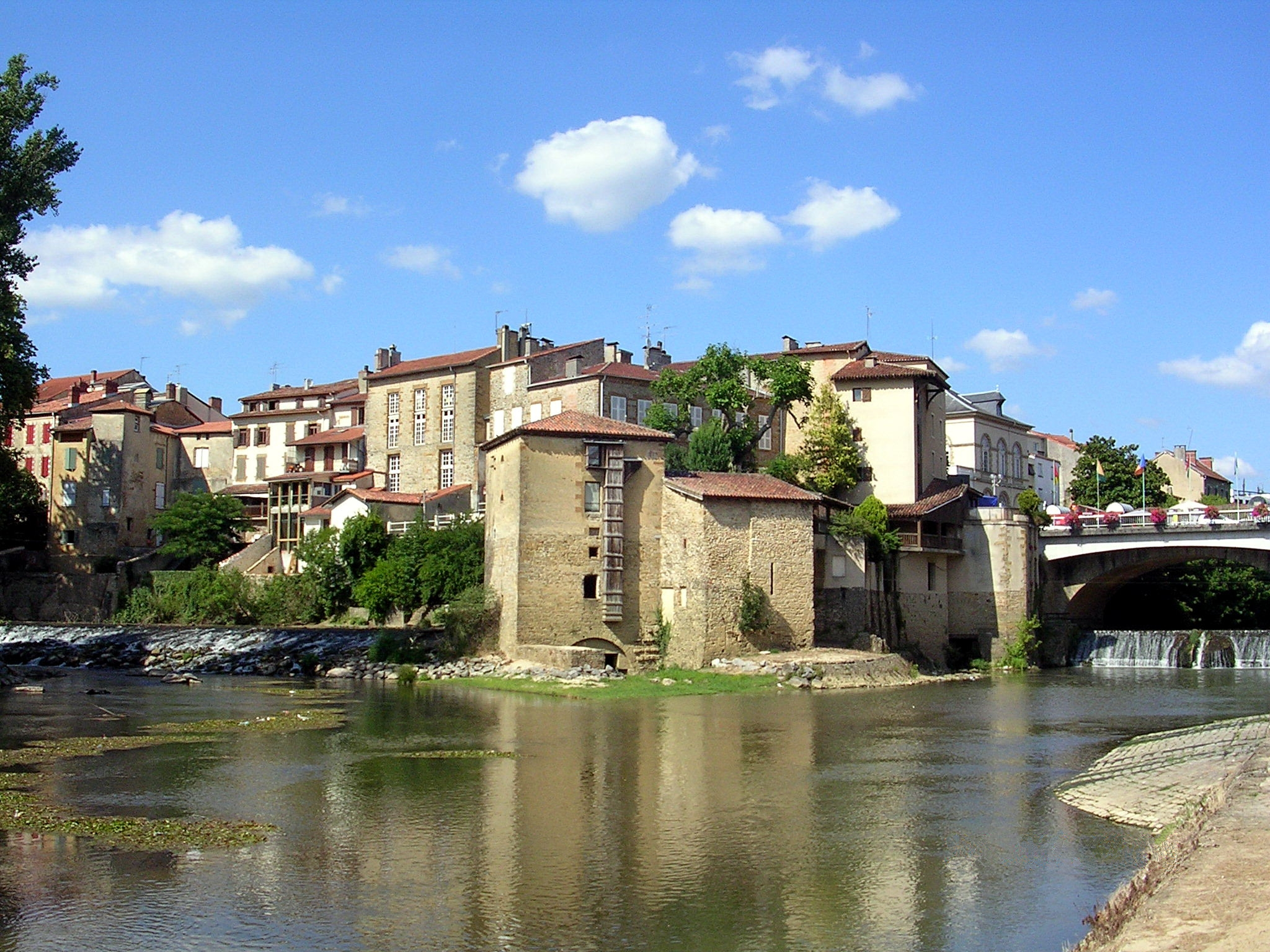
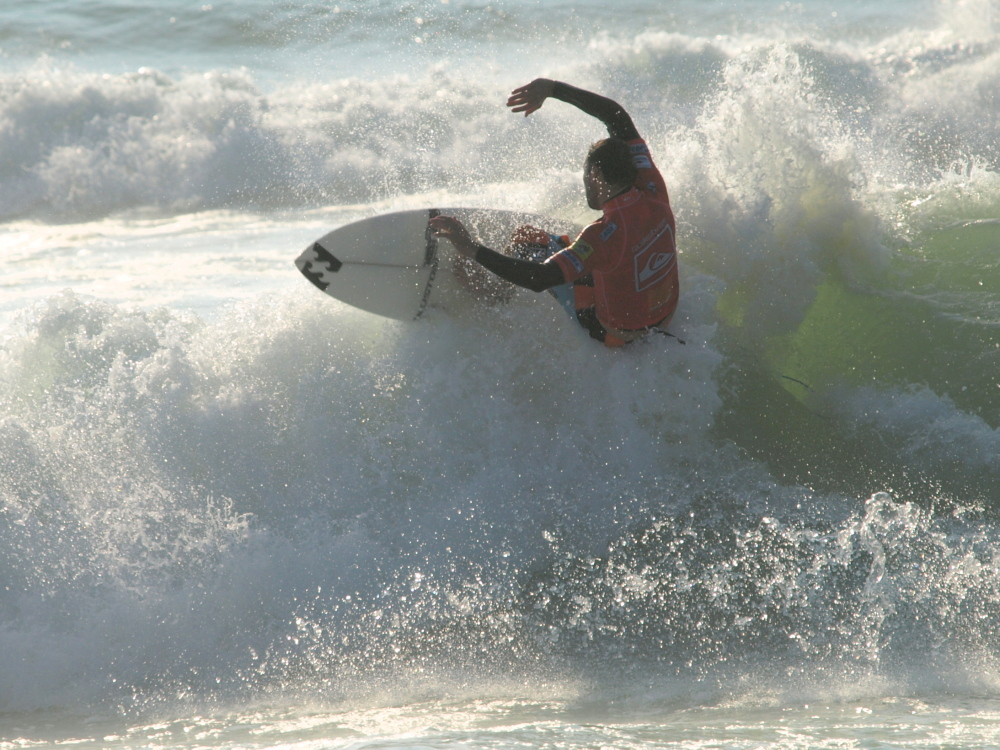
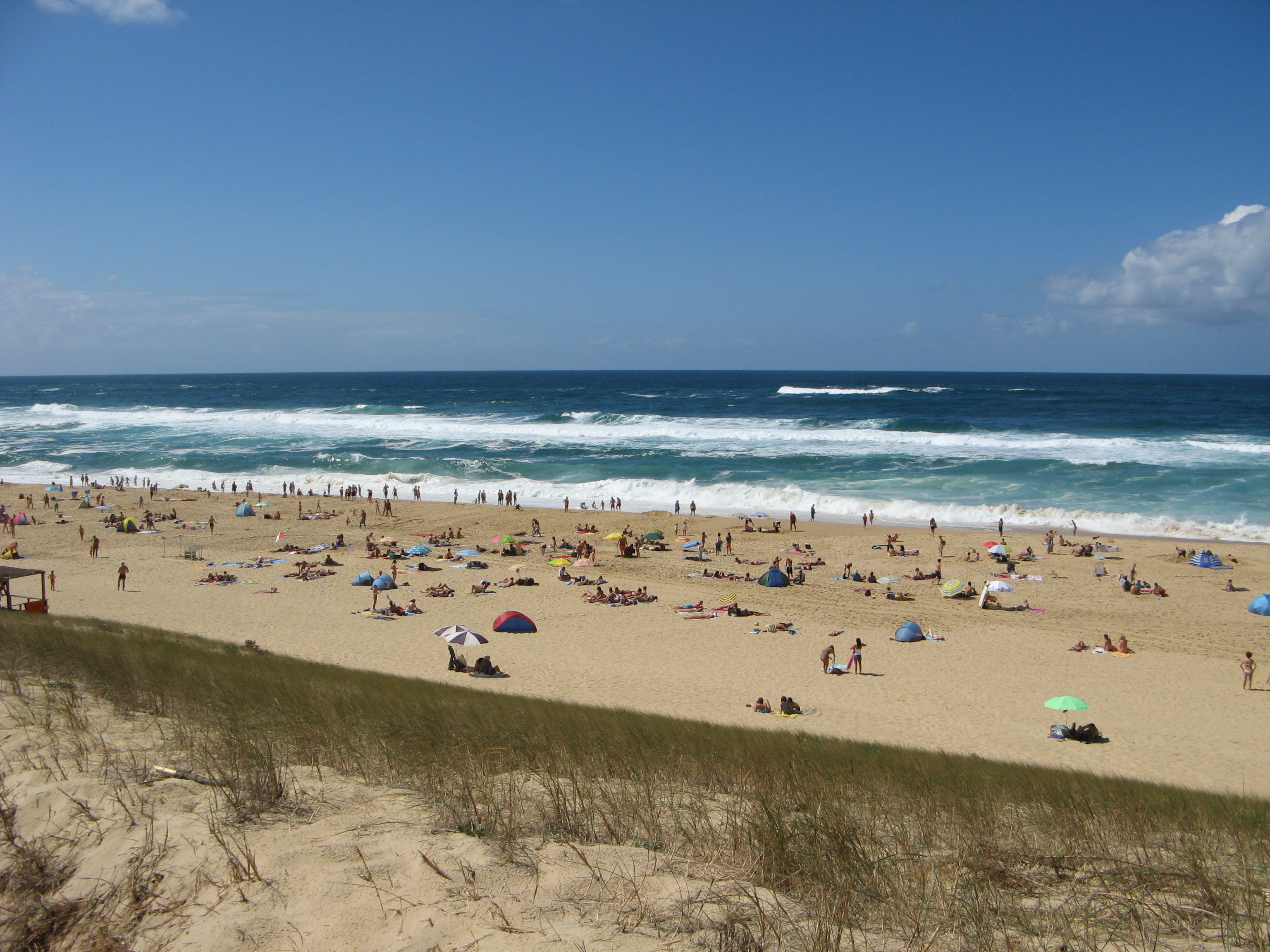
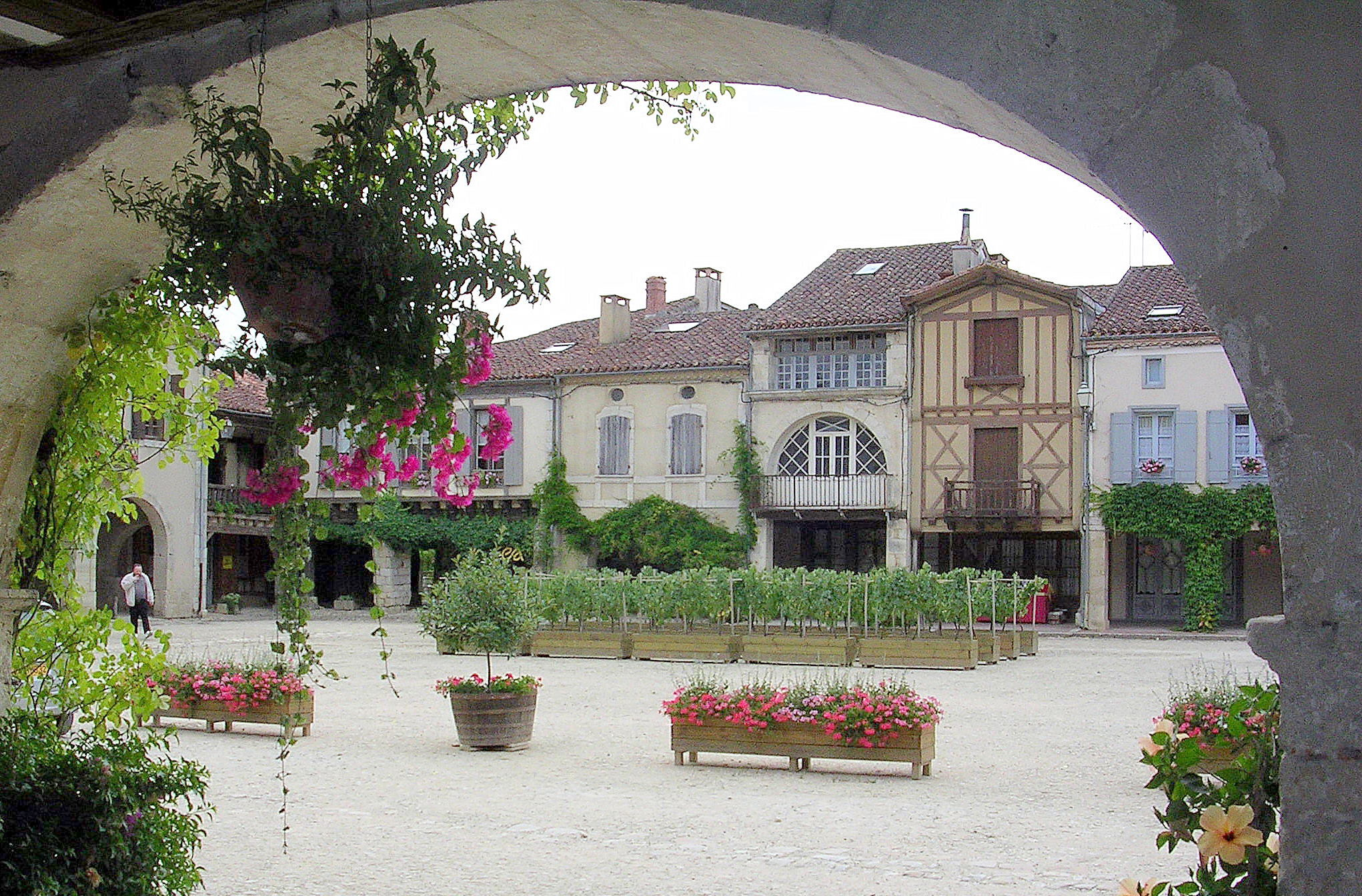
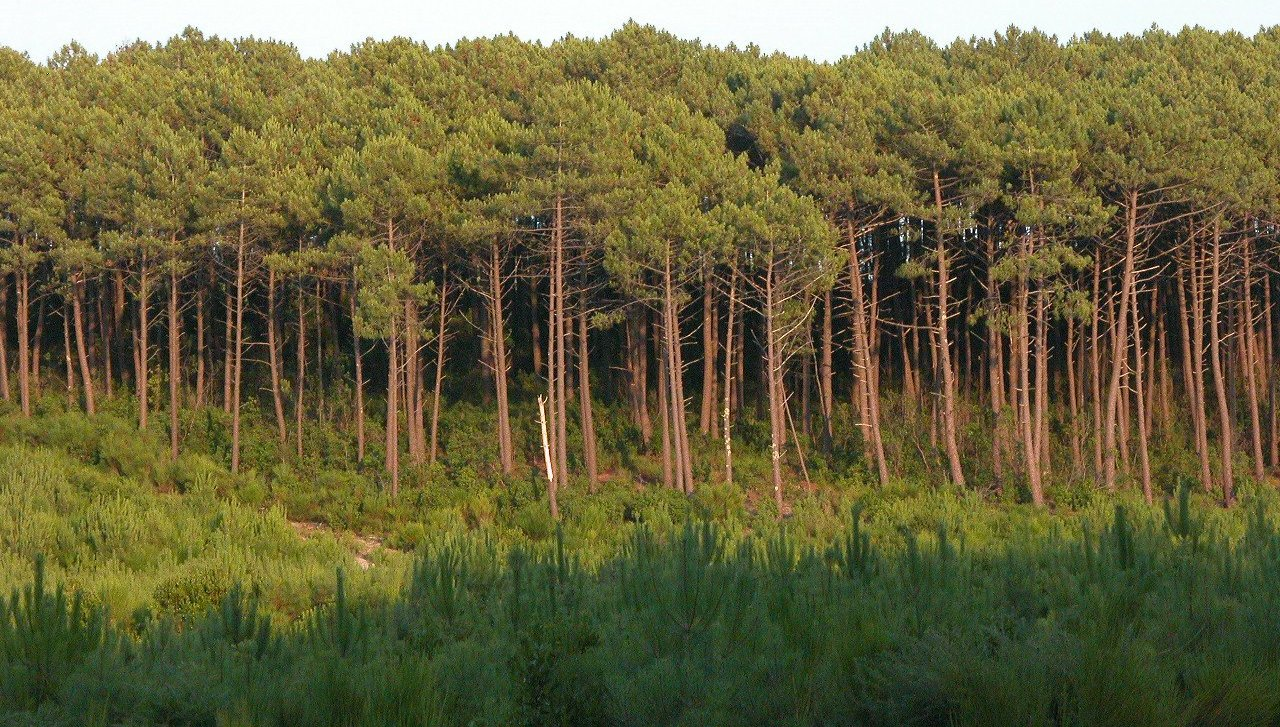